# 75 (număr)
75 ('șaptezeci și cinci) este numărul natural care urmează după 74 și precede pe 76 într-un șir crescător de numere naturale.

## În matematică
75:
- Este al patrulea număr Bell ordonat⁠(d).[1]
- Este un număr deficient.[2][3]
- Este un Număr Keith, numit și număr repfigit deoarece se bazează pe seria Fibonacci.[4][5]
- Este un Număr Devlali deoarece nu există nici un întreg la care adăugând suma cifrelor sale să dea 75.[6][7]
- Este un număr rotund.[8][9]
- Excluzând mulțimile infinite, există 75 de poliedre uniforme (76 dacă se admite ca laturile să coincidă).
- Este un Număr nonagonal.[10][11]
- Este un număr 26-gonal.[12][13]
- Este suma primelor 5 numere pentagonale, și prin asta este un număr piramidal pentagonal.[10][14]

## În știință
- Este numărul atomic al reniului.

### În astronomie
- Messier 75 este un roi globular cu o magnitudine 9,2 în constelația Săgetătorul.
- Obiectul NGC 75 din New General Catalogue este o galaxie lenticulară cu o magnitudine 13,2 în constelația Peștii.
- 75 Eurydike este o planetă minoră.
- 75D/Kohoutek, o cometă periodică din Sistemul solar.

## În alte domenii
75 se poate referi la:
- Vârsta limită a senatorilor din Senat (Canada).[15]
- Numărul de departament al Parisului.
- La 75 de ani de căsătorie se sărbătorește nunta de diamant.[16]
- 75 mm Reșița Model 1943, piesă de artilerie